# 축음기 음반

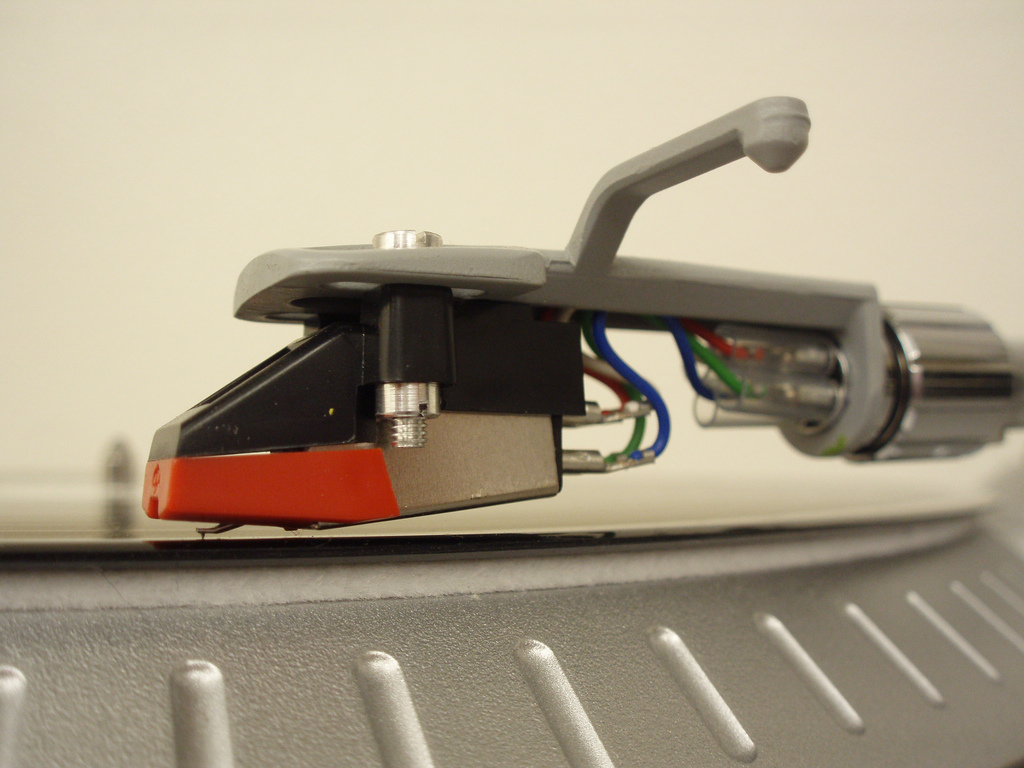
현대의 12" 축음기 음반.

축음기 음반(gramophone record, phonograph record, vinyl record)은 평평한 디스크로 이루어진 아날로그 소리 저장 매체이다. 간단히 레코드(record) 또는 레코드판이라고도 한다. 축음기 음반은 크기에 따라 16인치(Transcription Disc), 12인치, 10인치, 7인치 등이 있으며 재생을 위한 회전 속도는 8 rpm, 16 ⅔, 33 ⅓(LP), 45(EP), 72(베를리너 디스크), 78(SP), 90과 120(프랑스 Pathè 레코드) 등이 있다. 또, LP(33 ⅓ rpm)의 경우 Long Playing 타임 기법을 사용하며 소리는 모노, 스테레오, 4채널 사운드 등을 제공한다.
축음기 음반은 1920년대까지 공존했던 포노그래프 실린더를 대체하여 20세기 전반에 걸쳐 음악 생산을 위한 주요 매체였다. 표준 규격은 1925년부터 1948년까지 7인치의 78회전 음반(SP)이었고, 1948년부터는 12인치의 33 ⅓회전 음반(LP)이었다. 1980년대 말에 디지털 매체가 더 넓은 시장 점유율을 차지함에 따라 축음기 음반은 1991년에 주류를 떠나게 되었다. 그러나 21세기에도 제조 및 판매는 계속되고 있다.

## 포맷

축음기 음반의 여러 구조

| 지름            | 분당 회전수 | 재생 시간                                           |
| 12인치 (30 cm)  | 33⅓ rpm     | 45분 LP                                             |
| 12인치 (30 cm)  | 45 rpm      | 12인치 싱글, 맥시 싱글(Maxi Single), EP             |
| 10인치 (25 cm)  | 33⅓ rpm     | LP                                                  |
| 10인치 (25 cm)  | 78 rpm      | 3분 SP                                              |
| 7인치 (17.5 cm) | 45 rpm      | 싱글, EP                                            |
| 7인치 (17.5 cm) | 33⅓ rpm     | 1960년대와 1970년대에 어린이용 레코드로 자주 쓰였음 |

## 같이 보기
- 표준시간 음반 (SP)
- 장시간 음반 (LP)
- 익스텐디드 플레이 (EP)